# Cimetière de Picpus
Pour les articles homonymes, voir Picpus.
Le cimetière de Picpus (prononcé : /pikpys/ ) est un des deux cimetières privés de la ville de Paris, avec le cimetière des Juifs portugais. Il a été créé, en juin 1794, au fond du jardin du couvent de Picpus dont les religieuses, chanoinesses de Saint-Augustin, ont été chassées deux ans plus tôt, pendant la Révolution française. À l'entrée du cimetière se situe la chapelle Notre-Dame-de-la-Paix de Picpus. C'est l'un des quatre cimetières du Paris de la Révolution.
Il reçoit originellement les 1 306 victimes exécutées entre le 14 juin et le 27 juillet 1794, durant la dernière phase du règne de la Terreur. Aujourd'hui, seuls les descendants de ces victimes peuvent y être enterrés, à l'exception de G. Lenotre (1855-1935), historien de la Révolution, auteur d'une histoire de ce lieu et qui put y être inhumé à titre de reconnaissance.
Le cimetière, dont le jardin et ses fosses sont entourés d'un mur, est inscrit au titre des monuments historiques en 1998.
Situé au 35, rue de Picpus dans le 12e arrondissement, il ne se visite que l'après-midi, de 14 h à 17 h, lundi au samedi (fermé dimanche et jours fériés).

## Historique
Le cimetière est situé dans l'ancien domaine du couvent des chanoinesses de Saint-Augustin (dites aussi de Notre-Dame de la Victoire de Lépante), installé en 1640 par Louis XIII. Il subsiste un pavillon de cette époque ainsi que quelques vestiges de la chapelle. En mai 1792, le couvent est fermé et devient bien national. Il est loué au citoyen Riédain qui en sous-loue une partie au citoyen Eugène Coignard.

### Les fosses de la Grande Terreur

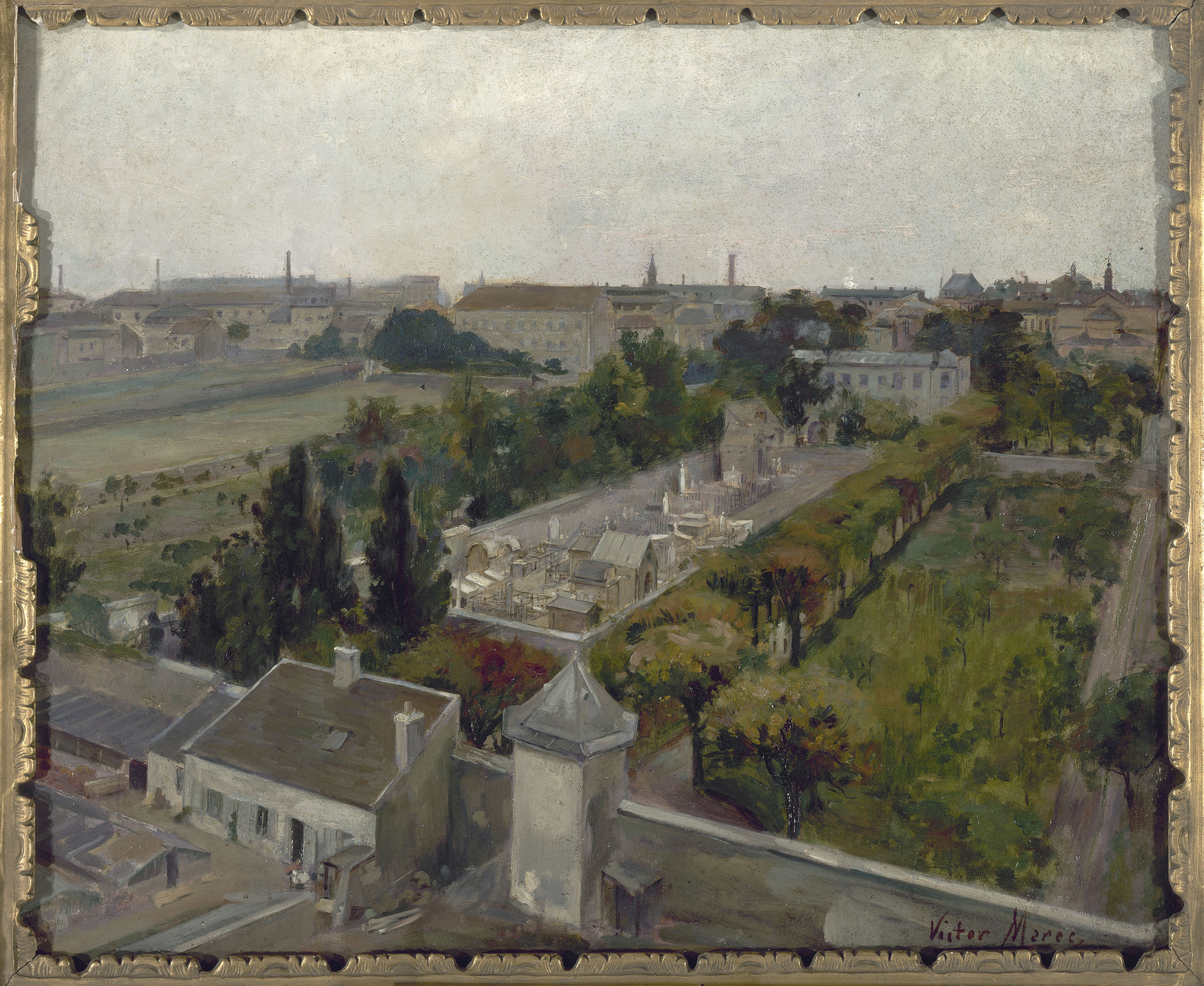
Le cimetière de Picpus et le champs des Martyrs, où furent enterrées les victimes de la Révolution, guillotinées à la barrière du Trône, Victor Marec (1898), musée Carnavalet.

La guillotine est installée « place du Trône renversé » (devenue place de l'Île-de-la-Réunion) du 14 juin jusqu'au 27 juillet 1794. Environ 1 300 personnes, parisiennes ou provinciales, y sont exécutées. Afin d'en recueillir les corps, à partir du 13 juin 1794, les autorités font creuser des fosses sur l'ancien terrain des chanoinesses et percer une brèche dans un mur d'enceinte (au niveau des actuels numéros 40 et 42 de l'avenue de Saint-Mandé). Cette brèche devait servir à faire passer les chariots transportant les corps.
La partie nord-est du jardin de l'ancien couvent (devenu entre-temps « maison de santé Coignard ») est choisie pour y établir des fosses communes.
Une première fosse est mise en service et les corps décapités y sont jetés. Une deuxième la remplace quand la première est pleine. La première contient un millier de cadavres et la deuxième 304. Une troisième fosse a également été découverte en 1929, mais elle n'avait pas été utilisée. La chapelle de l'ancien couvent est utilisée par les fossoyeurs comme bureau afin d'inventorier les effets dont ils dépouillaient les morts. La tradition précise que le sol de l'endroit étant argileux, le sang des victimes stagnait et se putréfiait, provoquant des odeurs nauséabondes, d'autant que les fosses étaient seulement couvertes de planches jusqu'à leur comblement par de la terre.
Les noms des 1 306 personnes qui y sont enterrées sont gravés sur deux plaques de marbre accrochées près du chœur de la chapelle. Plus de la moitié des guillotinés sont des roturiers (579 hommes, 123 femmes) ; il y a également 178 militaires, 136 moines, 131 religieux (dont 23 femmes) et 159 nobles (dont 51 femmes).

### Réhabilitation
Le domaine est vendu le 19 fructidor an III (5 septembre 1795).

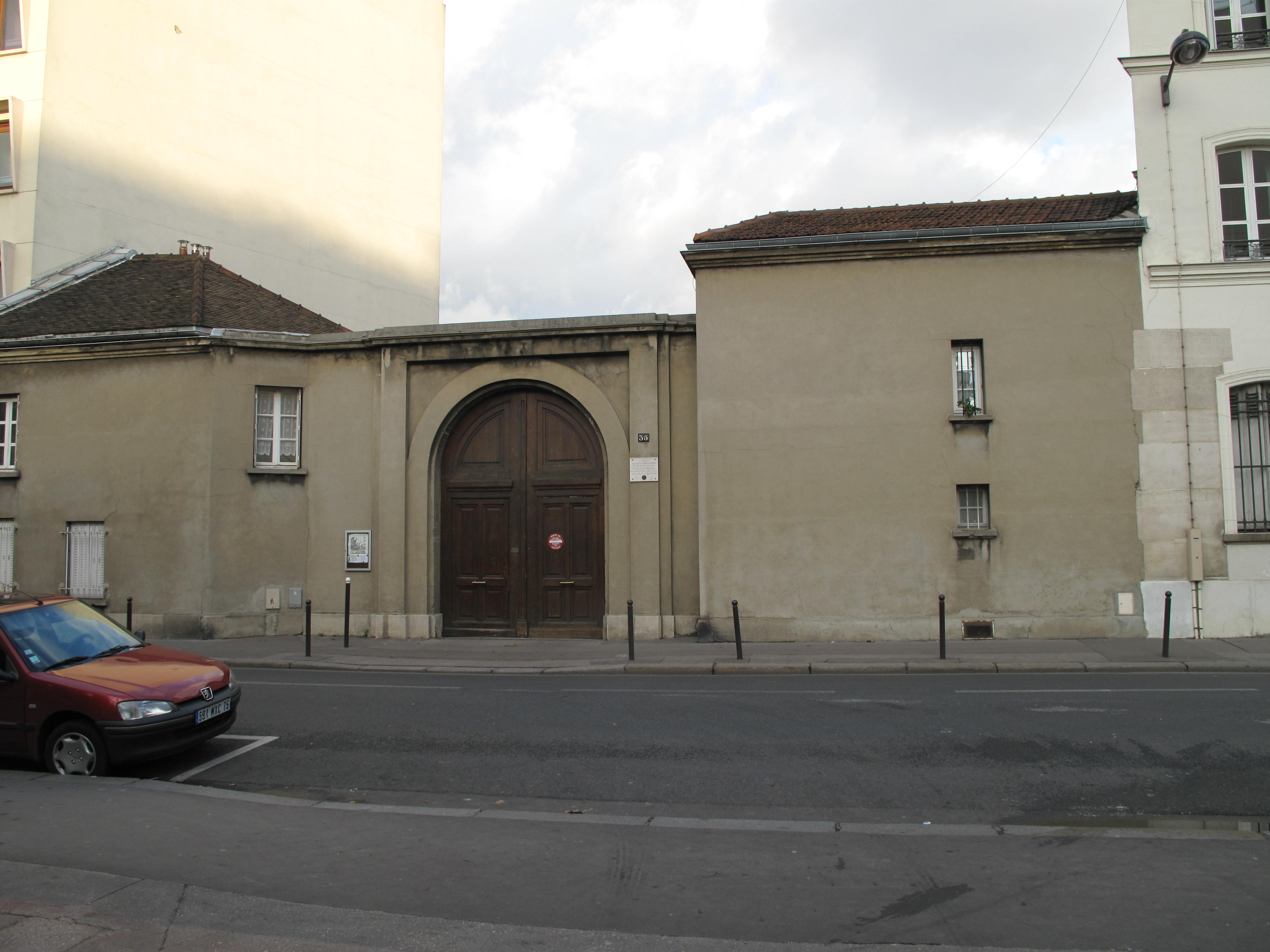
Entrée du cimetière de Picpus.

Le 24 brumaire an V (14 novembre 1796), le petit terrain rectangulaire renfermant les deux fosses communes est acheté en secret par la princesse Amélie de Hohenzollern-Sigmaringen (épouse d'Antoine Aloys, prince souverain de Hohenzollern-Sigmaringen), car le corps de son frère, le prince Frédéric III de Salm-Kyrbourg, guillotiné en 1794, y repose.
En 1802, une souscription est organisée par la marquise de Montagu pour acquérir l’ancien couvent des chanoinesses ainsi que les terrains avoisinant les fosses communes. Des familles dont les membres avaient été exécutés fondent le Comité de la Société de Picpus pour l'acquisition du terrain, afin d'y établir un second cimetière près des fosses (il n'y a pas de date précise de la fondation de la Société, mais la liste de souscriptions enregistre son premier versement en juillet 1802 et elle est close en 1819).
En août 1926, le terrain de l'enclos devient la propriété de la « Société de l'Oratoire et du cimetière de Picpus » (aujourd'hui « Fondation de l'Oratoire et du cimetière de Picpus »).

### Personnalités du comité

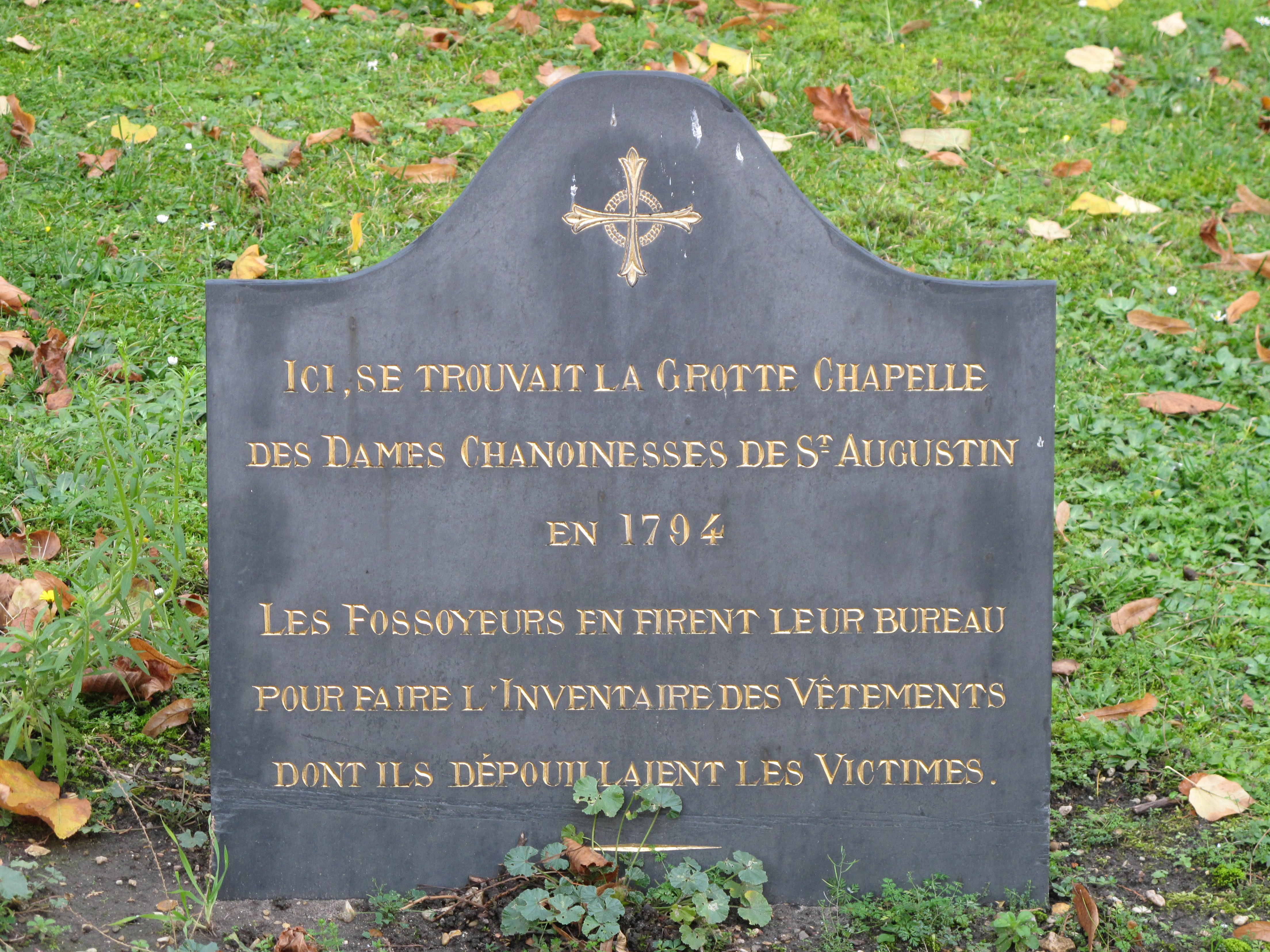
Plaque à l'emplacement de la porte de la chapelle Picpus.

Dans une réunion tenue en 1802, les souscripteurs désignent onze d’entre eux pour former le Comité :
1. Mme de Montagu, née L. D. de Noailles, présidente ;
2. M. Maurice de Montmorency ;
3. M. Aimard de Nicolaï ;
4. Mme veuve Le Rebours, née Barville ;
5. Mme veuve Freteau, née Moreau ;
6. Mme la marquise de La Fayette, née Adrienne de Noailles ;
7. Mme veuve Titon, née Benserot ;
8. Mme veuve de Faudoas, née de Bernières ;
9. Mme veuve Charton, née Chauchat ;
10. M. Philippe de Noailles de Poix ;
11. M. Théodule de Grammont.

Aujourd'hui encore, beaucoup de ces familles nobles utilisent le cimetière comme lieu d'inhumation. On y trouve également des plaques commémoratives en mémoire des membres de ces familles qui ont été déportés et morts dans les camps durant la Seconde Guerre mondiale.

### Lieu de souvenir et de prière

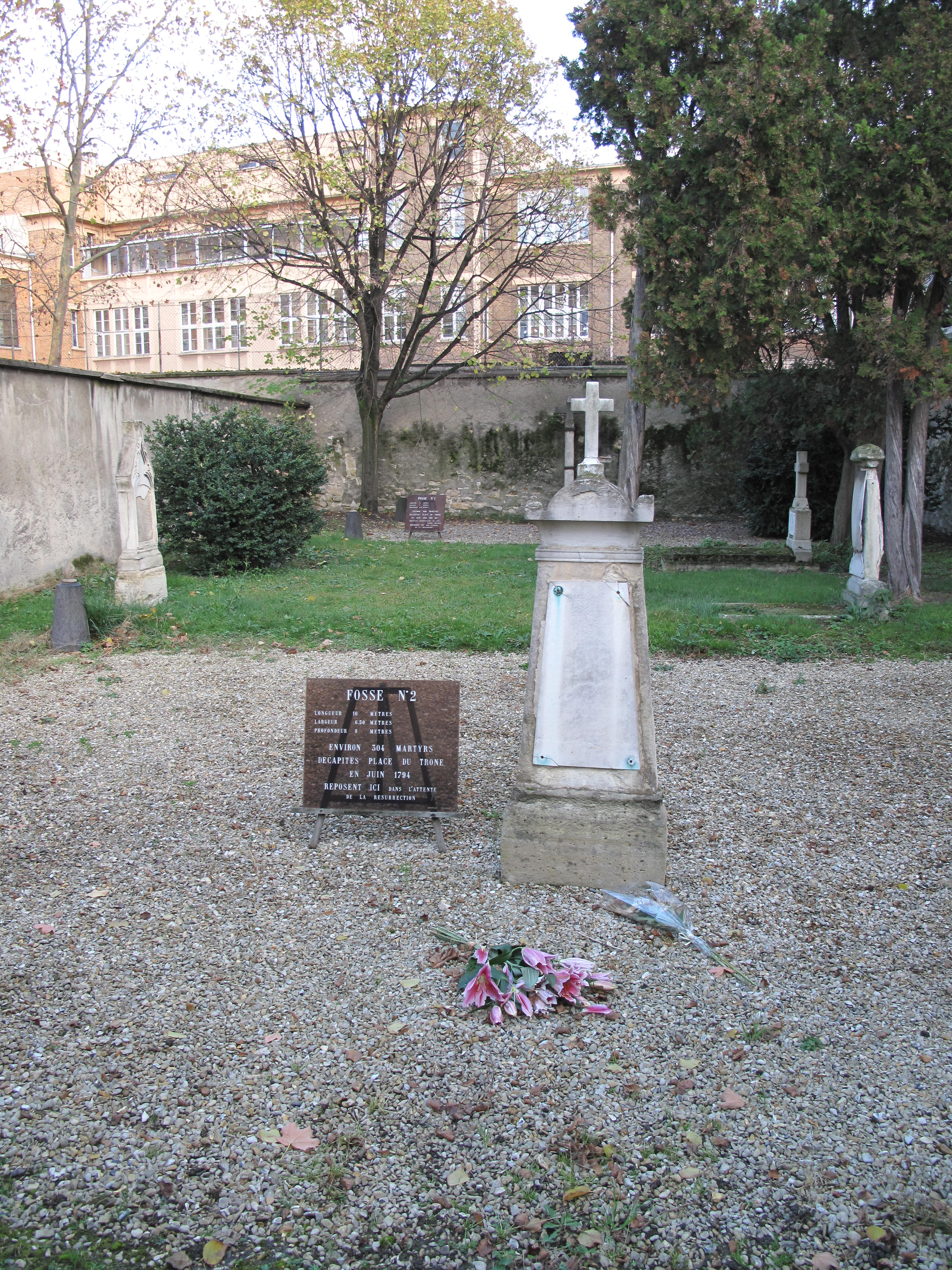
Les fosses communes aujourd'hui. Les espaces en gravier marquent l'emplacement des fosses.

Une communauté religieuse dirigée par la Mère Henriette Aymer de la Chevalerie et l’abbé Pierre Coudrin s’installe à Picpus en 1805. Ce sont les Sœurs de la Congrégation des Sacrés-Cœurs de Marie et de Jésus de l’Adoration Perpétuelle (pères et religieuses des Sacrés-Cœurs de Picpus) qui assurent, dès lors, un service à la mémoire des victimes et de leurs bourreaux.
Pendant la Commune de Paris, après la semaine sanglante durant laquelle des dizaines de milliers d'insurgés sont massacrés par les troupes légalistes commandées par Thiers, la communauté est de nouveau touchée : les Pères de Picpus Ladislas Radigue, Polycarpe Tuffier, Marcellin Rouchouze et Frézal Tardieu sont pris en otages et sont exécutés par les fédérés lors du massacre de la rue Haxo.
Sur le prospectus remis aux visiteurs de ce lieu de mémoire, il est précisé : « Comme l'ont voulu les fondateurs, l'on prie ici […] non seulement pour les victimes, mais aussi pour leurs bourreaux, victimes eux aussi d'une des premières manifestations du totalitarisme opposé à toute dignité humaine. Picpus est également un lieu de méditation et de pardon pour l'excès des hommes égarés par les idéologies matérialistes, et, avec la participation de la Congrégation des Sœurs, un lien d'amour des hommes et de confiance dans l'avenir. »
Gilbert du Motier, marquis de La Fayette, y est inhumé à côté de sa femme, née Adrienne de Noailles. Son cercueil est recouvert avec la terre qu'il a rapportée de Brandywine. Un drapeau américain, qui flotte en permanence au-dessus de sa tombe, est renouvelé tous les 4 juillet, date anniversaire de l'indépendance des États-Unis. Le 4 juillet 1917, une délégation américaine dépose une gerbe sur la tombe de La Fayette. Ce geste est depuis lors réédité chaque 4 juillet à l'initiative de la Société des Cincinnati de France et de la Société nationale des Fils de la révolution américaine.

## Description
L'entrée du cimetière est située 35, rue de Picpus, dans le 12e arrondissement.
La chapelle, où se trouve la liste des victimes, est tenue par les sœurs des Sacrés-Cœurs. Elle est faite de bois sombre et recouverte d'une couronne dorée. Elle porte le nom de la statue de Notre-Dame de la Paix, qui est exposée à gauche du chœur. Sculptée vers 1530, offerte par Henri de Joyeuse aux Capucins du monastère de la rue Saint-Honoré, les croyants lui attribuent de nombreuses guérisons miraculeuses, dont celle dit-on, du Roi-Soleil, guéri d'une des nombreuses maladies dont il souffrait. C'est pourquoi une chapelle plus vaste a été construite, que le roi Louis XIV aurait inaugurée le 7 juillet 1658.
Au fond du parc, se trouve le cimetière avec quelques tombes réservées aux familles, ainsi que deux fosses communes, protégées par un mur et une grille.
Accès. Le cimetière de Picpus est desservi par les lignes de métro 1, 2, 6 et 9 à la station Nation et par la ligne 6 aux stations Picpus et Bel-Air. À proximité immédiate de l'entrée se trouve l'arrêt de bus Fabre d'Églantine desservi par les lignes de bus RATP 29, 56 et 71.

## Personnalités inhumées

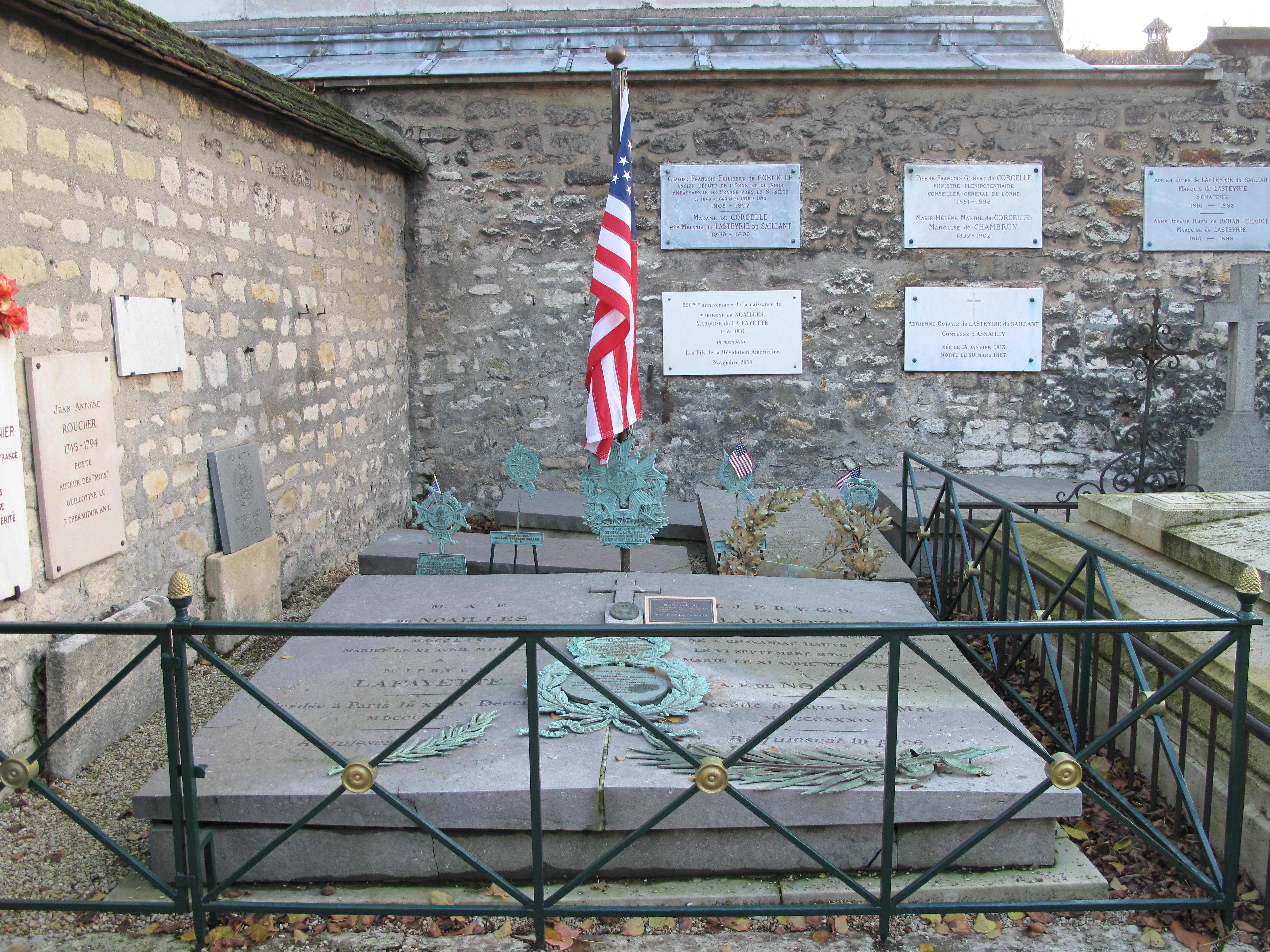
La tombe de La Fayette, pavoisée d'un drapeau américain.

- La Fayette, mort le 20 mai 1834, général et homme politique français et américain, héros de la guerre d'indépendance des États-Unis et personnalité de la Révolution française[15], ainsi que son épouse Adrienne de Noailles[16]. Le drapeau américain flotte en permanence sur cette tombe depuis 1917[17]. Il est renouvelé tous les 4 juillet (date anniversaire de la Déclaration d'indépendance des États-Unis) par la Société des Cincinnati de France et la Société nationale des Fils de la révolution américaine[18]. Selon la légende, même pendant l'occupation de la France par l'Allemagne pendant la Seconde Guerre mondiale, les Allemands ont renoncé à enlever le drapeau[19].
- 1 306 victimes de la Terreur entre le 14 juin et le 27 juillet 1794 enterrées dans deux fosses communes dont :
  - les seize Carmélites de Compiègne, guillotinées le 29 messidor an II (17 juillet 1794) ;
  - Jean-Antoine Roucher, poète, receveur des gabelles, guillotiné le 7 thermidor an II (25 juillet 1794) (voir la gravure La dernière charrette) ;
  - André Chénier, poète, guillotiné le 7 thermidor an II (25 juillet 1794) ;
  - Richard Mique, (1728–1794) architecte français, Premier Architecte de Louis XVI et directeur de l'Académie royale d'architecture, principal maître d'œuvre des travaux du château de Versailles à la fin du XVIIIe siècle. Guillotiné le 20 messidor an II (8 juillet 1794). Son fils est également enseveli avec lui ;
  - Antoine Terray (1750-1794), intendant des finances à Montauban, intendant de Moulins et intendant de Lyon, guillotiné. Son épouse Marie Nicole Perreney de Grosbois (1750-1794) ;
  - Marie-Amélie de Boufflers, aristocrate française, guillotinée en 1794
  - Hugues de Baudus, lieutenant civil et criminel du sénéchal de Cahors, guillotiné en 1794 ;
  - Alexandre de Beauharnais, premier époux de Joséphine, future impératrice. Guillotiné le 5 thermidor an II (23 juillet 1794) ;
  - Charles François de Virot de Sombreuil, gouverneur des Invalides ;
  - Philippe de Noailles, maréchal et son épouse Anne Claude Louise d'Arpajon ;
  - Marie-Louise de Laval-Montmorency abbesse bénédictine.
- Aimé Picquet du Boisguy (1776-1839), général chouan.
- Frédéric III, prince souverain de Salm-Kirburg, condamné au prétexte d'être un agent allemand, commandant du bataillon de la Fontaine-Grenelle, frère d'Amélie Zéphyrine de Salm-Kirburg et beau-frère du prince Aloys Antoine de Hohenzollern-Sigmaringen, guillotiné le 5 thermidor an II (23 juillet 1794)[20] le même jour que le vicomte Alexandre de Beauharnais.
- Mathieu duc de Montmorency-Laval (1766-1826), ministre des Affaires étrangères, membre de l'Académie française.
- Sosthènes de La Rochefoucauld (1785-1864), IIe duc de Doudeauville, directeur des Beaux-Arts, aide-de-camp du roi Charles X.
- Charles de Montalembert (1810-1870), homme politique et écrivain catholique.
- Sosthène II de La Rochefoucauld (1825-1908), IVe duc de Doudeauville, ambassadeur de France, bailli de l'ordre souverain de Malte, député de la Sarthe (1871-1898), président du Jockey Club.
- Armand Ier de La Rochefoucauld (1870-1963), Ve duc de Doudeauville, président du Jockey Club (1919-1963).
- Armand II de La Rochefoucauld (1902-1995), VIIe duc de Doudeauville
- G. Lenotre (1855-1935), membre de l'Académie française, historien de la Révolution. Il a justement écrit l'histoire de ce lieu[3]. En cet honneur, il est le seul inhumé dans le cimetière qui ne soit pas membre d'une des familles des condamnés de la Révolution.
- Claude Hippolyte Terray, comte de Rozières (alias Rosières), né le 22 janvier 1774 à Paris et décédé à Chambéry (Savoie) le 11 août 1849. Il fut préfet de la Côte-d'Or (1815) puis de Loir-et-Cher (1816) et officier de la Légion d'honneur (18 janvier 1818).
- Vicomte Charles Gaspard Pandin de Narcillac (1832-1909), capitaine de cavalerie et chevalier de la Légion d'honneur et son épouse Sara Marie Claude de Mathan, vicomtesse de Narcillac (1862-1949).
- Contre-amiral Louis de Carné (1879-1948), officier de marine, breveté canonnier en 1903, capitaine de vaisseau en 1928.

## Source
- (en) Cet article est partiellement ou en totalité issu de l’article de Wikipédia en anglais intitulé « Picpus Cemetery » (voir la liste des auteurs).